# Okinawa 2
Okinawa 2 ist eine Ortschaft im Departamento Santa Cruz im Tiefland des südamerikanischen Andenstaates Bolivien.

## Lage im Nahraum
Okinawa 2 liegt in der Provinz Ignacio Warnes im westlichen Teil des Departamentos Santa Cruz und ist der zentrale Ort im Cantón Okinawa I im Municipio Okinawa I. Die Ortschaft liegt auf einer Höhe von 278 m in einer Entfernung von fünfzehn Kilometern westlich des Río Grande, der hier in nördlicher Richtung fließt.

## Geographie
Okinawa 2 liegt im tropischen Feuchtklima vor dem Ostrand der Anden-Gebirgskette der Cordillera Oriental. Die Region war vor der Kolonisierung von tropischem Regenwald bedeckt, ist heute aber größtenteils Kulturland.
Die mittlere Durchschnittstemperatur der Region liegt bei knapp 24 °C (siehe Klimadiagramm Warnes), die Monatswerte schwanken zwischen 20 °C im Juni/Juli und 26 °C von November bis Februar. Der Jahresniederschlag beträgt etwa 1300 mm, die Monatsniederschläge sind ergiebig und liegen zwischen 35 mm im August und 200 mm im Januar.

## Verkehrsnetz
Okinawa 2 liegt 71 Straßenkilometer nordöstlich von Santa Cruz, der Hauptstadt des Departamentos.
Durch Santa Cruz führt die 1657 Kilometer lange Nationalstraße Ruta 4, die das Land in West-Ost-Richtung durchquert, von Tambo Quemado an der chilenischen Grenze bis Puerto Suárez im Dreiländereck Brasilien-Bolivien-Paraguay. Die Straße führt von Westen kommend über Cochabamba, Villa Tunari und Montero nach Warnes und dann weiter über Santa Cruz und Roboré nach Puerto Suárez und über die Grenze in das brasilianische Corumbá.
21 Kilometer nördlich von Santa Cruz zweigt eine Landstraße von der Ruta 4 in östlicher Richtung ab Richtung Clara Chuchio, schwenkt auf den nächsten 20 Kilometern streckenweise auch in südlicher Richtung, um auf den folgenden 40 Kilometern über Zafranilla, Okinawa 3, San Miguel und Okinawa 2 in nördlicher Richtung bis zur Stadt Okinawa I an der Ruta 10 zu führen.

## Bevölkerung
Die Einwohnerzahl der Ortschaft ist in dem Jahrzehnt zwischen den beiden letzten Volkszählungen um etwa ein Drittel angestiegen:
| Jahr | Einwohner         | Quelle       |
| ---- | ----------------- | ------------ |
| 1992 | keine Detaildaten | Volkszählung |
| 2001 | 315               | Volkszählung |
| 2012 | 410               | Volkszählung |
| 2024 |                   | Volkszählung |

### Japanische Minderheit
Im Jahr 1953 unterschrieb der bolivianische Präsident Víctor Paz Estenssoro ein Dekret, das es Japanern erlaubte, nach Bolivien zu emigrieren. Die Japaner stammten von den Okinawa-Inseln, nach denen die Gründer ihre neugegründeten Siedlungen benannten. Ihre Reise führte vom Hafen der Stadt Naha per Schiff bis nach Santos in Brasilien und von dort per Eisenbahn bis in den Osten Boliviens. Die erste Siedlung war Okinawa I, es folgten Okinawa 2 und Okinawa 3. Die Bewohner betreiben seitdem Landwirtschaft; zuerst bauten sie Mais, Reis und Baumwolle an, später Soja und vor allem Weizen. Die japanischstämmigen Bewohner bewahren ihre Kultur und sprechen weiterhin Japanisch bzw. den lokalen Dialekt der Okinawa-Inseln und führen traditionelle Tänze auf.